# Willige Langerak
Willige Langerak est un village situé à cheval sur les communes néerlandaises de Lopik et de Krimpenerwaard, et dans deux provinces : la province d'Utrecht et la Hollande-Méridionale.

## Histoire
Willige Langerak a été une commune indépendante jusqu'au 1er janvier 1943, date de son rattachement à Lopik. De 1812 à 1818, le village faisait partie de la commune de Jaarsveld. Le 8 septembre 1857, Willige Langerak absorbe les petites communes de Cabauw et de Zevender.
Depuis 1970, après une correction de la frontière des deux provinces d'Utrecht et de la Hollande-Méridionale, la vieille partie du bourg de Willige Langerak fait partie de la commune de Schoonhoven.